# HMS Porpoise (1886)

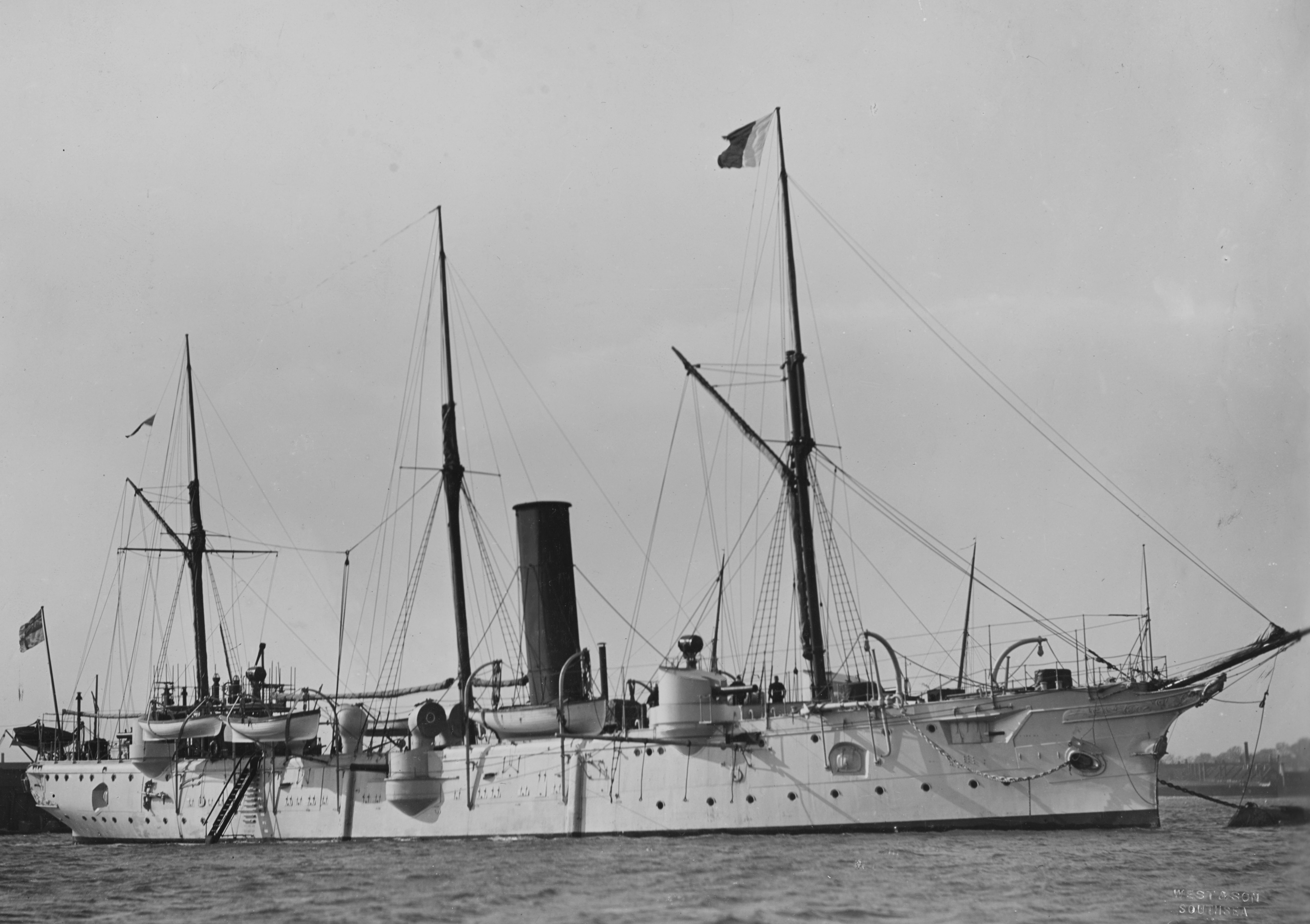
HMS Porpoise, fecha de la foto desconocida

El HMS Porpoise fue un buque torpedero clase Archer de la Royal Navy, construido por J. & G. Thompson en Glasgow y botado el 7 de mayo de 1886.
Comenzó a prestar servicio en la Estación de Australia en diciembre de 1897. Durante los disturbios civiles de Samoa en 1899, participó en operaciones con el HMS Royalist y el HMS Tauranga. Tras dejar la Estación de Australia y fue transferido a Portsmouth el 20 de mayo de 1901.Fue vendido en Bombay el 10 de febrero de 1905.

## Oficiales al mando
- Comandante A. H. D. Ravenhill - hasta mayo de 1901 [3]